# اچ‌ام‌ای‌اس مانورا (ال ۵۲)
اچ‌ام‌ای‌اس مانورا (ال ۵۲) (به انگلیسی: HMAS Manoora (L 52)) یک کشتی بود که طول آن ۱۵۹٫۲ متر (۵۲۲ فوت) بود. این کشتی در سال ۱۹۷۰ ساخته شد.